# جاتباغجة (سنجك)
جاتباغجة (بالكردية: Çavcûk‏) (بالتركية: Çatbahçe)‏ هي قرية كرديّة رشوانيّة تتبع إداريّاً لمديرية سنجك في محافظة أديامان التركية، بلغ عدد سكانها 965 نسمة في عام 2021 ويتبعها نجوع آقيازي (بالكردية: Çerxenek‏) وطانطوغدو وتبه باشي.